# G&G Entertainment
G&G Entertainment es un estudio de animación sur coreano/japonés que crea la animación de los mercados nacionales de anime surcoreanos y japoneses. El estudio principal, que se acredita como G&G Entertainment, se encuentra en Corea del Sur, mientras que el estudio de la filial japonesa, que se acredita como G&G Direction, asiste al estudio principal y ayuda a conseguir trabajo de externalización de otros estudios japoneses. G&G Entertainment es conocido por su colaboración con el estudio de animación japonés Gonzo, con la que han producido sus series de mayor éxito hasta la fecha, Kaleido Star. Cada vez más, el estudio también está buscando activamente colaboraciones con estudios chinos, en particular para la creación de producciones de animación para ordenador.

## Historia
Algunos de los acontecimientos más importantes de la compañía posteriores a su fundación tanto en Corea del Sur como en Japón son:
- 2002: animación para televisión en 2D de la serie anime Astro Boy (en coproducción con Tezuka Productions)
- 2003: animación para televisión en 2D de la serie anime Kaleido Star (en coproducción con Gonzo)
- 2004: destaca producción en la animación 2D de la serie anime Olympus Guardian
- 2005: animación para televisión en 2D de la serie anime Mask Man (en coproducción con KBS/Barunson)
  - animación para televisión en 2D de la serie anime Komi's Curiosity World (en coproducción con SBS)
  - Premio a la excelencia en la animación coreana de las series anime Mask Men/Komi's Curiosity World
- 2006: animación corta en 2D de la serie Anime I'm sorry, I love you
  - animación para televisión en 2D de la serie anime Ragnarok (en coproducción con GDH, Gravity, Amuze)
- 2007: animación para televisión en 2D de la serie anime Bug Fighter (en coproducción con SPEJ, Tomy, ADK)
  - animación para televisión en 2D de la serie anime LaLa's Star Diary (en coproducción con Shopro)
- 2008: animación para televisión en 4D de la serie anime ZooToPia (obra de servicio para Everland)
- 2009: animación para televisión en 3D de la serie anime KokoMom (en coproducción con Genco)
- 2010: animación para televisión en 3D de la serie anime Kemy (en coproducción con EBS)
- 2011: animación estereoscópica para televisión en 3D de la serie anime Magic Han War (en coproducción con Book21)
- 2012: animación para televisión en 3D de la serie anime Kemy Season 2 (financiada por KOCCA)
- 2014: animación para televisión en 3D de la serie anime Magic Han War Season 2 (en coproducción con Book21)
  - animación para televisión en 3D de la serie anime Kemy Season 2 (producción)[3]

## Series de Televisión

### Producciones originales
- Ragnarok The Animation (2004)
- Mask Man (2005)
- Lala's Star Diary (2007)

### Colaboración con estudios de animación japonesa
- Kaleido Star (2003) (en colaboración con Gonzo)
- Kirarin Revolution (2006) (en colaboración con Synergy SP)

### Colaboración con estudios de animación china
- Little Wizard Tao (2007) (en colaboración con Motion Magic Digital Studios)

### Asistente para producción de animaciones japonesas
- SaiKano (2002) (pintura digital)
- ARIA The ANIMATION (2005) (secundario en la animación clave, pintura digital)

### OVAs
- Sorry, I Love You (2006)
- Bug Fighter (2007)

## Películas teatrales

### Producción original
- Olympus Guardian (2003)

### Asistente para producción de animaciones japonesas
- Pokémon Heroes: Latios and Latias (2002) (asistencia en la animación)